# 2-я Софийская народно-освободительная бригада
2-я Софийская народно-освободительная бригада (болг. Втора софийска народоосвободителна бригада) — подразделение Народно-освободительной повстанческой армии Болгарии, находившееся в ведении 1-й Софийской повстанческой оперативной зоны. Бригада действовала в Западной Болгарии.

## История
Бригада была образована 12 мая 1944 года на территории Югославии, в селее Кална (нынешняя община Црна-Трава Ябланичского округа Сербии). Ядро бригады составляли бойцы батальона имени Васила Левского из Трынского партизанского отряда и партизанского батальона имени Христо Ботева. Командиром бригады был Денчо Знеполский, заместителем командира — Дичо Петров.
Бригада получила задачу от командования НОПА добраться до высоты Мургаш и соединиться там с 1-й и 2-й Среднегорскими партизанскими бригадами из 2-й Пловдивской повстанческой оперативной зоны.
1-я и 2-я Софийские народно-освободительные бригады участвовали в походах на Рилу и Стару-Планину и в бою за высоту Тумба вместе с частями НОАЮ. 2-я бригада сражалась за населённые пункты Куса-Врана, Власе, Одоровци, Смиловци, Росоман, Дылги-Дел и Говежда. В составе отряда воевал участник британской военной миссии, майор британской армии Фрэнк Томпсон.
23 мая 1944 года в битве при Батулии бригада была разгромлена, а основной удар принял на себя батальон имени Христо Ботева. Партизаны, разделившись на несколько групп, прорвались из окружения и присоединились к другим партизанским частям.

## Известные военнослужащие
- Начо Иванов[4]
- Фрэнк Томпсон
- Владо Тричков